# شوماتا
شوماتا (به بلغاری: Shumata) یک منطقهٔ مسکونی در بلغارستان است که در سولیوو واقع شده‌است.